# Александров, Сергей Никитович
Александров Сергей Никитович (23 марта 1956,	Москва) — художник, художник-живописец, заслуженный художник России (2005), член-корреспондент Российской Академии художеств (Отделение живописи), 2010.

## Биография
Александров Сергей Никитович родился 23 марта 1956 года в Москве. 
Окончил Московское государственное академическое художественное училище памяти 1905 года (1981), Московский Государственный художественно-промышленный университет им. С. Г. Строганова (1987).
Член Правления Международной ассоциации культурного, делового сотрудничества и дружбы народов «Россия, Кипр, Греция» Департамента по культуре и делам ЮНЕСКО при МИД РФ.
Художественный руководитель Международной передвижной Академии искусств при Дирекции международных программ, Программа изобразительного искусства — стажировка молодых талантов России ведущих художественных ВУЗов страны: мастер-классы, пленэры, организации выставок, участие в культурных фестивалях, лекциях, семинарах в Италии (2013,2014, 2015), Франции, Бельгии, Мексике, России(2011—2012; 2016) и др. странах.
Автор монументальной росписи-триптиха «История Государства Российского» в Представительском зале Посольства Российской Федерации в США Вашингтон.(2001—2006).
Живописные работы представлены в государственных собраниях, частных коллекциях и музеях многих стран мира: России, Франции, Италии, США, Германии, Англии, Греции и др.
Участник республиканских (1989), Всесоюзных (1987), всероссийских (1992—1995), международных (1996—1997). Персональные выставки прошли на Кире (1998; 2001; 2003), Греции (1997),Финляндии (2001).Германии (2002), Люксембурге (2003; 2004), Франции (2004; 2008—2009,), США (2003; 2005), Московском Кремле(2007)
Живёт и работает в Москве.

## Звания
- Член-корреспондент Российской Академии художеств (Отделение живописи, 2010)
- Заслуженный художник России (2005)
- Член Союза художников СССР (1987)

## Награды
- Медаль Российской академии художеств (2006)